# 히파리온
히파리온(Hipparion)은 약 1천만에서 5백만 년 전에 살았던 멸종된 말과에 속하는 발가락이 세 개인 중형 말이다. 이전에는 대부분의 히파리온아족을 포함했지만, 이제는 마이오세 후기에 걸쳐 유라시아에서 온 히파리온아족으로 더 좁게 정의된다. 히파리온은 주로 풀을 먹으며 사바나 생물군계에서 살았다. 히파리온은 코르모히파리온에서 진화하여 기후 냉각과 대기 중 이산화탄소 수치 감소와 같은 환경 변화로 인해 멸종했다.

## 형태학

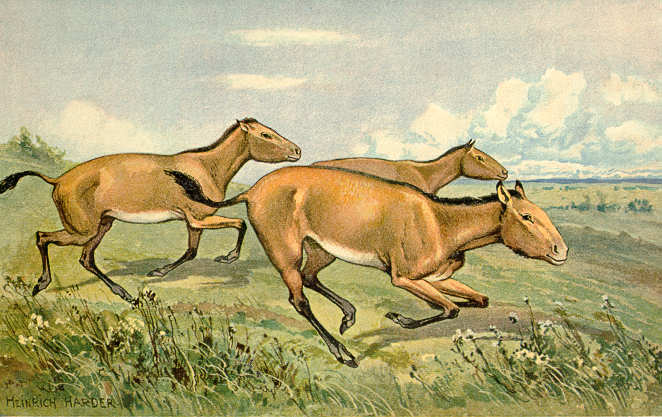
복원도

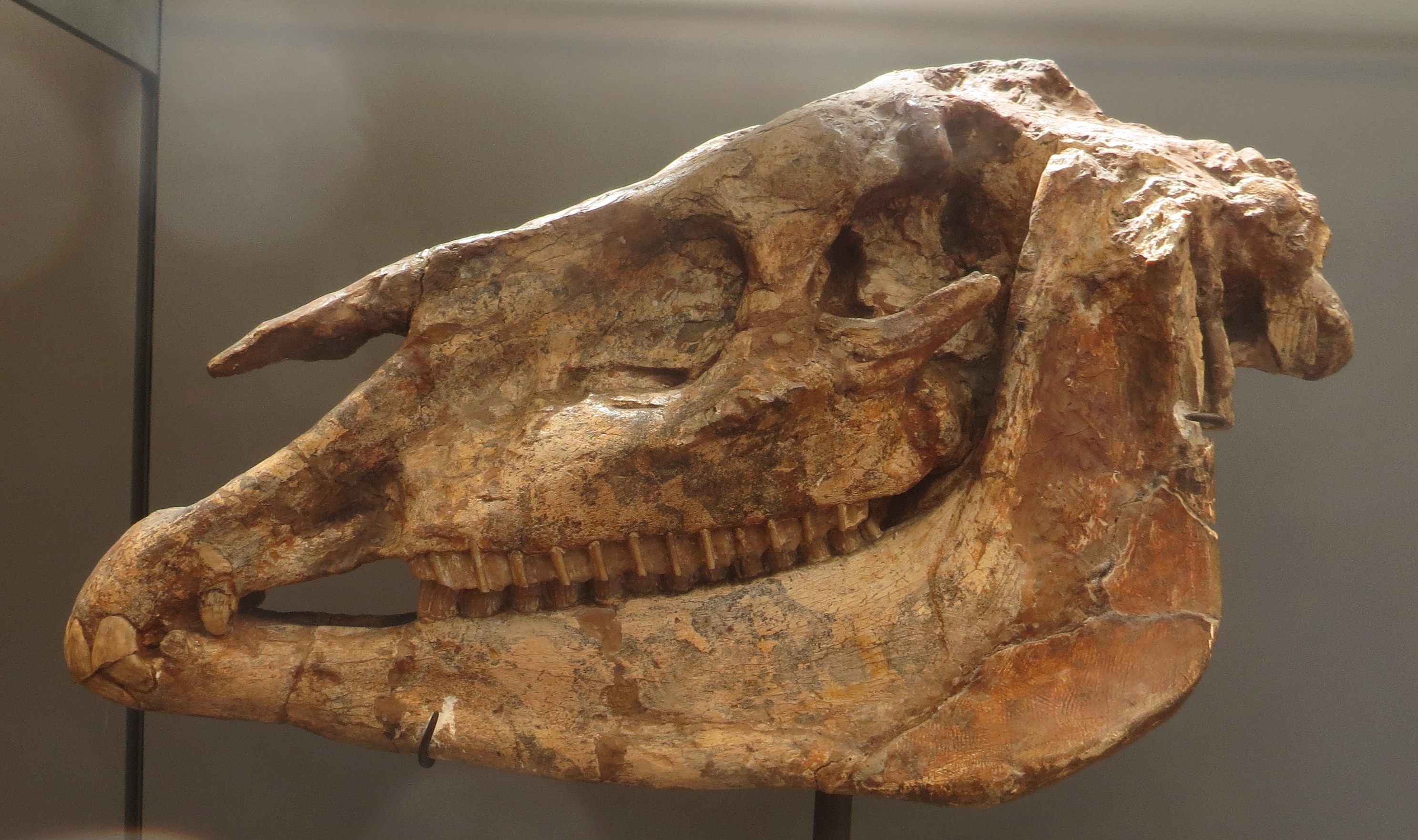
히파리온의 두개골

### 사지
히파리온은 일반적으로 현대 말의 작은 버전과 비슷했지만, 삼족보행어 또는 세발가락이었다. 히파리온은 발굽 외에도 각 사지에 두 개의 흔적이 있는 바깥 발가락을 가지고 있었다. 일부 종에서는 이 바깥 발가락이 기능적이었다.

### 크기
히파리온은 일반적으로 어깨 높이가 약 1.4m로 중간 크기였다. 히파리온의 추정 체중은 종에 따라 다르지만 약 135kg에서 200kg 사이이다.

### 두개골
히파리온은 앞 어금니와 어금니에 대해 고관 치아를 가지고 있었으며, 치관 높이는 약 60mm였다. 히파리온은 상부 어금니에 고립된 교두를 가지고 있었으며, 이는 교두라 불리는 치아의 끝이 교두라 불리는 치아 볏과 연결되어 있지 않다는 것을 의미한다. 히파리온은 또한 안와 앞쪽 머리 높이에 위치한 얼굴 포사 또는 두개골의 깊은 함몰이 특징이다.

## 생태학

### 서식지 및 먹이
히파리온은 숲에서 초원으로 이루어진 구세계 사바나 생물 군계(OWSB)에 살았다. 히파리온은 주로 풀로 구성된 혼합 사료를 먹었다. 이 사료는 (주사전자현미경(SEM)을 사용하여 관찰한 히파리온의 치아 에나멜에 긁힌 자국과 구덩이의 미세한 마모 패턴의 화석 증거로 나타난다.

### 수명
히파리온은 약 3세에 골격 성숙과 성적 성숙을 이루었다. 히파리온 개체의 화석은 사망 시 최대 10세까지 존재한다.

## 진화 및 멸종

### 진화
히파리온은 약 11.4~11.0 Ma의 마이오세 후기 동안 코르모히파리온 종에서 진화했을 가능성이 크다. 이 종은 북아메리카에서 유라시아와 아프리카로 왔다. 히파리온과 현대 말의 마지막 공통 조상은 메리키푸스였다.

### 멸종
구세계에서 히파리온은 다른 많은 마이오세 척추동물과 마찬가지로 남북 경사면에서 개체 감소와 멸종을 경험했다. 이러한 추세는 지구 냉각과 대기 중 이산화탄소 수치 감소로 인한 환경 변화 때문인 것으로 추정된다.